# Krasnoarmeiski (Rostov)
|  | Per a altres significats, vegeu «Krasnoarmeiski». |

Krasnoarmeiski (en rus: Красноармейский) és un poble (un possiólok) de l'óblast de Rostov, a Rússia, segons el cens del 2012 tenia 3.762 habitants, és la seu administrativa del districte homònim.